# Kriegerdenkmal (Talheim)

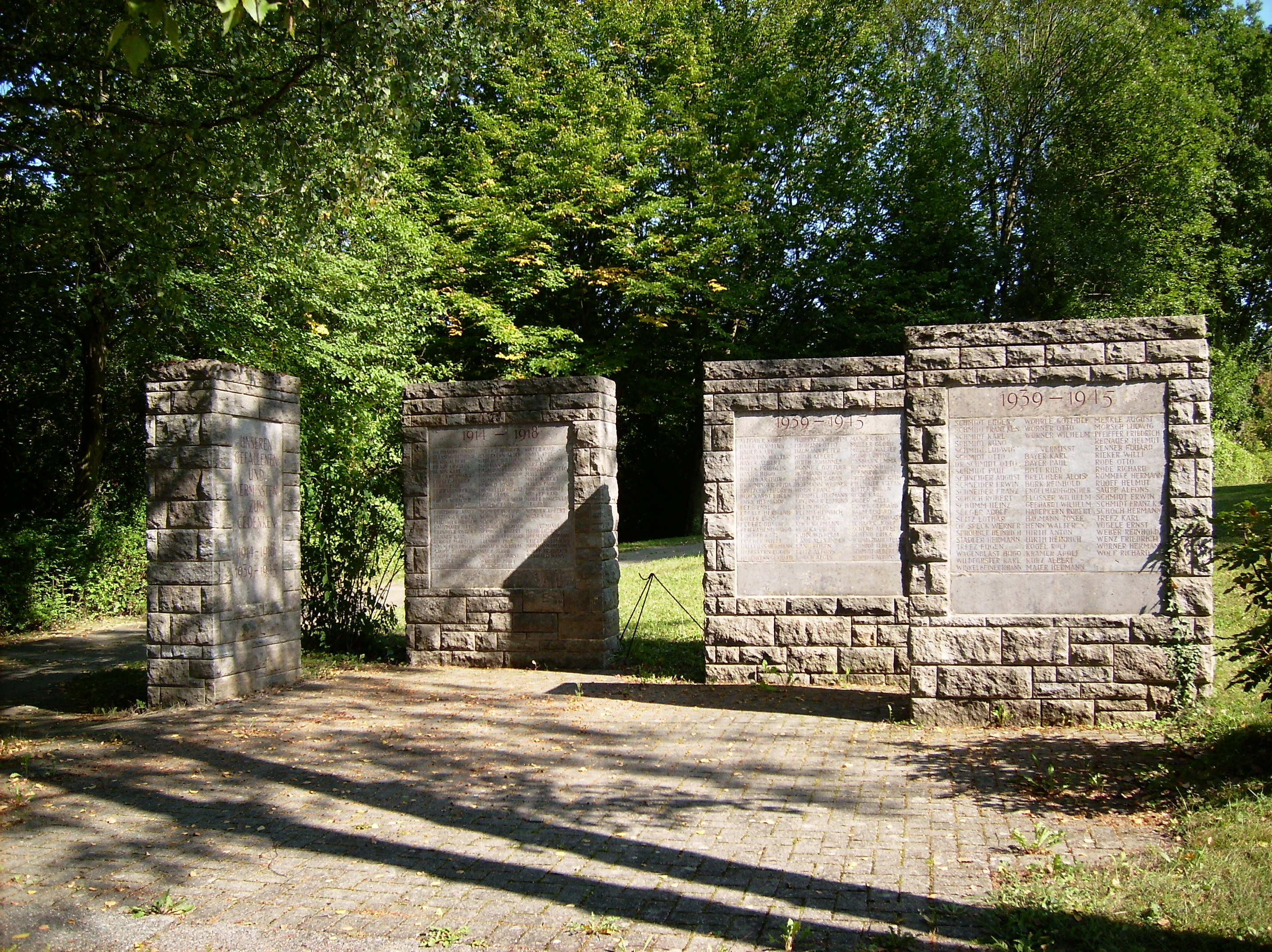
Auf dem Kriegerdenkmal im Gemeindefriedhof Talheim sind alle Gefallenen und Vermissten der beiden Weltkriege aus Talheim aufgeführt

Das Kriegerdenkmal in Talheim im Landkreis Heilbronn, Baden-Württemberg, ist eine Gedenkstätte für die im Ersten und Zweiten Weltkrieg gefallenen Soldaten der Gemeinde und für die durch Kriegsereignisse zu Tode gekommenen Talheimer Bürger.

## Geschichte und Gefallene
Die Geschwister Ludwig (1869–1955), Albert (1877–1951) und Karoline (1870–1955) Zoller, die zunächst nach Südafrika ausgewandert waren, unterstützten 1925 die Errichtung des Denkmals mit 200 Mark, während der Denkmalverein in den vier Jahren seines Bestehens die Erstellung des Gefallenen-Denkmals in die Wege leitete.
Hervorzuheben ist die Erwähnung der Zivilistinnen Frida Bräuninger und Erika Scherb, die im Zusammenhang mit dem Zweiten Weltkrieg als Opfer aufgeführt sind.
Die große Opferzahl im Zweiten Weltkrieg (91 gefallene und 37 vermisste Bürger) kommt daher, dass im April 1945 die US-Armee und deutsche Truppen, die sich auf dem Rückzug befanden, in Talheim aufeinandertrafen und vom Haigern und vom Hundsberg aus der Ort unter Kreuzfeuer genommen wurde. Insofern ist das Denkmal ein historisches Mahnmal, das an eines der vielen Rückzugsgefechte erinnert, die 1945 in den letzten Kriegswochen in Deutschland stattfanden.

## Ursprünglicher Standort

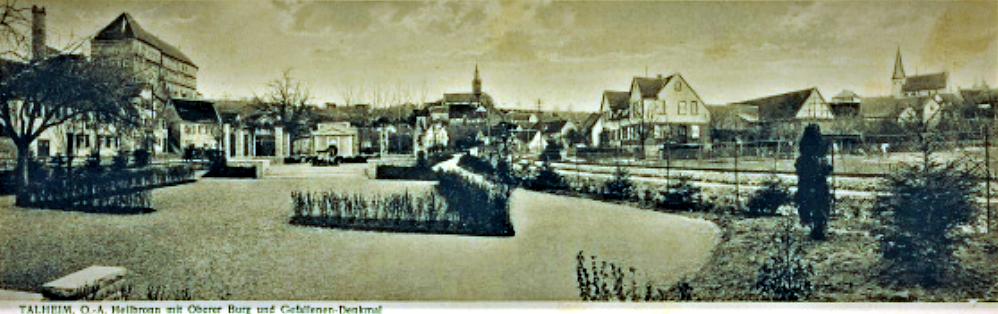
Talheim mit Kriegerdenkmal (Mitte) und Bottwartalbahn (rechts).

Das Kriegerdenkmal war ursprünglich ortsbildprägend in der Ortsmitte – auf dem jetzigen Rathausplatz – unterhalb des Oberen Schlosses errichtet war auch beim Durchfahren des Orts mit der heute stillgelegten Bottwartalbahn zu sehen. Am 29. November 1925 wurde die Gedenkstätte unter großer Beteiligung der Talheimer Bevölkerung eingeweiht.
Bei der Gedenkfeier für die Gefallenen des Ersten Weltkriegs hielten der evangelische und der katholische Pfarrer sowie als Vertreter der Israeliten der Lehrer Straus Ansprachen. Straus’ Glaubensbruder Moritz Hirschfeld ist auf dem Denkmal eingetragen. Im Zusammenhang mit den deutschen Blitzkriegen fielen sechzehn Soldaten aus Talheim, ein weiterer Soldat wurde durch den Talheimer Bürgermeister als vermisst gemeldet.
Während des Nationalsozialismus war das Denkmal Bestandteil des Adolf-Hitler-Platzes, der zuvor Kelterplatz hieß und als Aufmarschplatz der Partei diente. Der Platz wurde in den Jahren 1951 bis 1953 im Zusammenhang mit der Schozachregulierung umgestaltet.
Eine zur Gedenkstätte führende Fußgängerbrücke wurde, obwohl für die Verteidigung unbedeutend, im April 1945 durch die Wehrmacht gesprengt.

## Neues Denkmal
Im Zuge einer Umgestaltung der Ortsmitte wurde das Denkmal um 1980 niedergelegt und auf den Gemeindefriedhof, unter augenscheinlicher Verwendung der original Umfassungssteine, neu geschaffen.